# مراسيم أشوكا
مراسيم أشوكا: هي مجموعة من أكثر من ثلاثين نقشًا منقوش على الأعمدة والصخور وجدران الكهوف، تُنسَب إلى الإمبراطور أشوكا حاكم الإمبراطورية الماورية الذي حكم منذ 268 إلى 232 قبل الميلاد. استعمل أشوكا تعبير داما ليبي (بالبراكريتية بالخط البراهميّ: 𑀥𑀁𑀫𑀮𑀺𑀧𑀺، أي «نقوش الدارما») ليصف به مراسيمه. تنتشر هذه النقوش في أجزاء بنغلادش والهند والنيبال وأفغانستان وباكستان في العصر الحديث، وتقدّم أول الأدلة الملموسة للبوذية. تعرض المراسيم بالتفصيل آراء أشوكا عن الداما، وهي محاولة جدية لحل بعض المشكلات التي واجهها المجتمع المعقّد آنذاك. وفقًا للنقوش فإنّ امتداد التبشير بالبوذية في هذه الفترة بلغ حتى البحر الأبيض المتوسّط، وأُنشِئَت نُصُبٌ بوذيّة كثيرة.
تقول هذه النقوش إنّ أشوكا اعتنق الفلسفة البوذيّة التي تُسمّى كما في الهندوسيّة دارما، «الشريعة/القانون». تظهر النقوش جهود أشوكا في تطوير الدارما البوذية في مملكته. ومع أن البوذية وغوتاما بوذا كلاهما مذكوران، فإن التركيز في النقوش على التعاليم المجتمعية والأخلاقية أكثر من التركيز على الشعائر الدينية الخاصة أو الجوانب الفلسفية من البوذية. عُرضت هذه النقوش في الأماكن العامّة حتّى يقرأها الناس.
في هذه النقوش يسمّي أشوكا نفسه «محبوب الآلهة (ديفانامبيا)». أكّد تطابق نيفامبيا مع أشوكا نقشٌ اكتشفه سي. بيدون، وهو مهندس استخراج ذهبٍ في ماسكي، وهي قرية في منطقة رايكور في ولاية كارناتاكا. وُجِد مرسومٌ منقوش آخر في قرية غوجارا في منطقة داتيا في ولاية ماديا براديش، واستخدم هذا النقش اسم أشوكا مع ألقابه: «ديفانامبيا بياداسي أسوكاراجا». كُتِبت النقوش التي عُثِر عليها في الجزئين الشرقي والأوسط في الهند باللغة البراكريتية الماغادية باستخدام الخط البراهمي، أما البراكريتية بالخط الخاروسثي والإغريقيّةُ والآراميّة فكانت مستعملة في الشمال الغربي. حلّ هذه النقوش وفهمها عالم الآثار المؤرّخ البريطاني جيمس برينسب.
تدور هذه النقوش حول موضوعات متكررة: تحوّل أشوكا إلى البوذية، ووصف جهوده في نشر البوذية، وتعاليمه الأخلاقية والدينية، وبرنامجه للرعاية المجتمعية والحيوانية. تأسست المراسيم على أفكار أشوكا عن الإدارة وأفعال الناس تجاه الآخرين وتجاه الدين.

## حلّ النقوش
إلى جانب النقوش القليلة التي استُعملت فيها الإغريقيّة والآرامية (التي لم تكتشَف حتى القرن العشرين)، كُتبت معظم النقوش بالخطّ البراهميّ وأحيانًا بالخط الخاروشثي في الشمال الغربي، ووُجدَ نقشان بالهنديّة دَرَسا في نحو القرن الخامس، ولم يَكونا قد حُلّا وفُهِما عندما اكتُشِفا وحُقِّقا في القرن التاسع عشر.
كانت أولى المحاولات الناجحة في حلّ الخطّ البراهمي القديم على يد العالم النرويجي كريستيان ليسن عام 1836، إذ استخدم نُقودًا ثنائيّة اللغة إغريقية وبراهمية كان قد صكّها الملك الهندي الإغريقي أغاثوكلس؛ ليعرّف بعض الحروف البراهمية على نحوٍ صحيح آمن. أكمل المهمّة عالم الآثار والفيلولوجيّ والمسؤول في شركة شرق الهند جيمس برينسب، إذ استطاع أن يعرّف بقيّة الحروف البراهميّة، بمساعدة السير ألكسندر كننغهام. استطاع برينسب في سلسلة نتائجه التي نشرها في مارس عام 1838 أن يترجم النقوش المنقوشة على عدد كبير من الصخور الموجودة حول الهند، وأن يقدّم -وفقًا لريتشارد سالومون- فهمًا «شبه كامل» للأبجدية البراهميّة كلّها. أشارت النقوش بالخط البراهمي إلى الملك ديفانامبريا بياداسي الذي افترض برينسب أنه ملك سريلانكي. ثمّ استطاع بعد ذلك أن يربط اللقب بالملك أشوكا بناءً على نقشٍ بالي من سريلانكا أوصلَه إليه جورج تورنور.
حلّ جيمس برينسب الخط الخاروشثي الذي يُكتَب من اليمين إلى اليسار والمرتبط مع الآرامية، كان ذلك بالتعاون مع كريستيان ليسن وباستخدام العملة الإغريقية الخاروشثية التي استعملها الملوك الهنود الأغارقة والهنود السكوثيون. «في الفترة شديدة القصر التي امتدّت ثلاثة سنوات (1834-37) حُلّ لُغز الخطّين البراهمي والخاروشثي، واستطاع هذا الكشف أن يزيل الطبقة السميكة من النسيان التي أخفت على مدى قرونٍ هوية النقوش القديمة ولغتها».

## لغات النقوش
استُخدمت ثلاث لغات في النقوش: البراكريتية، والإغريقية (لغة المملكة الإغريقية البخترية المجاورة والمجتمعات الإغريقية التي كانت تحت حكم أشوكا)، والآراميّة (اللغة الرسمية للإمبراطورية الإخمينية السابقة). أظهرت النقوش البراكريتية تنويعات محلّيّة، من الغاندارية القديمة في الشمال الغربي إلى الأرداماغادية القديمة في الشرق، حيث كانت «لغة المحكمة». نزعت اللغة في النقوش البراكريتية إلى أن تكون عامّيّة وغير رسميّة.
استُعمِلَت أربعة خُطوط. كانت النقوش البراكريتية مكتوبة بالخطّين البراهميّ والخاروشثيّ، استُعمِلَ هذا الأخير في منطقة باكستان الحديثة. استعملت النقوش الإغريقية والآراميّة الخطين الإغريقي والآرامي على الترتيب، في المناطق الشمالية الغربية من منطقة حكم أشوكا، في باكستان وأفغانستان الحديثة.
كُتبت معظم النصوص بالبراكريتية، وبعضها بالإغريقية أو الآرامية. نقشُ صخرة قندهار ثنائيّ اللغة إغريقي وآرامي. مرسوم قندهار الإغريقي الذي أصدره أشوكا كان بالإغريقية وحدها، ولعلّه كان في الأصل يحتوي كل المراسيم المنقوشة الكبرى 1-14. كانت اللغة الإغريقية المستعملة في النقوش ذات مستوى عالٍ، وأظهرت أسلوبًا فلسفيًّا. تظهر هذه اللغة أيضًا فهمًا عميقًا للغة السياسية في العالم الهليني في القرن الثالث قبل الميلاد. يطرح هذا احتمال وجودٍ إغريقي عالي الحضارة في قندهار في ذلك الوقت.
بالمقابل، في النقوش الصخرية المكتشفة في جنوب الهند في منطقتي كارناتاكا وأندرا براديش المحتلّتين حديثا، استخدم أشوكا براكريتية الشمال بوصفها لغة التواصل بالخطّ البراهمي، ولم يستعمل اللغة الدرفيدية المحلّيّة، وهو ما يمكن تفسيره على أنه نوع من الاستبداد في المناطق الجنوبية.
كانت مراسيم أشوكا أول النقوش المكتوبة في الهند بعد أن تدمّرت مدينة هارابا القديمة. وبسبب تأثير النقوش البراكريتية التي كتبها أشوك، بقيت البراكريتية لغة الكتابة النقشيّة الأساسية في القرون التالية، حتّى صعود السنسكريتية النقشيّة في القرن الأول الميلادي.

## محتوى المراسيم
اعتمدت الدارما التي يعظ بها أشوكا بالأساس على التعاليم الأخلاقية وفعل الخيرات واحترام الآخرين والكرم والطهارة. كانت التعابير التي استخدمها أشوكا ليعبّر عن الدارما: الكلمة البراكريتية داما، والكلمة الإغريقية يوسيبيا (في نقش صخرة قندهار ثنائي اللغة وفي مرسوم قندهار الإغريقي)، والكلمة الآراميّة كسيت (الحقيقة) (في نقش صخرة قندهار ثنائي اللغة).

## التعاليم الأخلاقية

### السلوك الصحيح
الدارما حَسَنة. وما الدارما؟ إنّها أن يكون للمرء أخطاء قليلة وأعمال صالحة كثيرة، رحمة وخير وصدق ونقاء. (المرسوم العموديّ الكبير الثاني)
سيزداد مجد الدارما حول العالم، وستُؤَيَّد على أنها رحمة وخير وصدق وطهارة وحسنُ خلقٍ وفضيلة. (المرسوم العموديّ الكبير السابع)

### فعل الخير
عَنَتْ دارما أشوكا أنه استعمل قوّته محاولًا تحسين حياة شعبه، وقد حاول أيضا أن يغيّر الطريقة التي كان الناس يفكّرون ويعيشون بها. وكان يعتقد أشوكا أيضًا أن الدارما تعني فعل الفعل الصحيح.